# Telamonia mundula
Telamonia mundula là một loài nhện trong họ Salticidae.
Loài này thuộc chi Telamonia. Telamonia mundula được Tord Tamerlan Teodor Thorell miêu tả năm 1877.